# روني هير
روني هير هو متزحلق نوردي مزدوج سويسري، ولد في 9 يناير 1981 في Wolhusen ‏ في سويسرا.

## وصلات خارجية
- الموقع الرسمي
- روني هير على موقع الاتحاد الدولي للتزلج (التزلج النوردي المزدوج) (الإنجليزية)
- روني هير على موقع أوليمبيديا (الإنجليزية)